# Jerach ben jomo
| ֽ | Sof pasuq       |  | ֑   | Etnachta            |
| ֶ | Segol (Trope)   |  | ֓ ׀ | Schalschelet gedola |
| ֔ | Zaqef qaton     |  | ֕   | Zakef gadol         |
| ֗ | Rewia           |  | ֖   | Tipcha              |
| ֮ | Zarqa (Trope)   |  | ֙   | Paschta             |
| ֚ | Jetiw           |  | ֛   | Tewir               |
| ֜ | Geresch (Trope) |  |    | Gerschajim (Trope)  |
| ֡ | Pazer           |  | ֟   | Qarne para          |
| ֠ | Telischa gedola |  | ֣ ׀ | Munach Legarmeh     |

| ֣ | Munach           |  | ֤ | Mahpach         |
| ֥ | Mercha           |  | ֦ | Mercha kefula   |
| ֧ | Darga (Trope)    |  | ֨ | Qadma           |
| ֩ | Telischa qetanna |  | ֪ | Jerach ben jomo |
| ֖ | Majela (Trope)   |  |  |                 |

Jerach ben jomo ◌֪ (hebräisch יֵרֶח בֶּן יוֹמ֪וֹ ‚Neumond‘) ist eine Trope in der jüdischen Liturgie und zählt zu den biblischen Satz-, Betonungs- und Kantillationszeichen Teamim, die im Tanach erscheinen.

## Begriffe
| Trope                                                                          |
| ------------------------------------------------------------------------------ |
| von altgriechisch τρόπος tropos über jiddisch טראָפּ trop dt.: Betonung, Melodie |

In der aschkenasischen Tradition wird das Betonungszeichen sowohl „Jerach ben jomo“ als auch „Galgal“ (גַּלְגַּל ‚Rad‘) genannt. In der sephardischen und italienischen Tradition wird es auch „Jeraḥ ben jomo“ genannt. In der jemenitischen Tradition wird es auch „Joreijah ban Jomo“ genannt. Die Tabula accentuum nennt diese Trope, wie auch den Atnach hafuch (transliteriert) Galgal, oder Jèraḥ (zweiteres für das Prosa-System hervorgehoben).

## Grammatik
Jerach ben jomo ist eine konjunktive Trope. Sie markiert die betonte Silbe des letzten Wortes, das sich auf ein Wort mit Qarne para ( ◌֟ ) bezieht. Zusätzlich gehen dieser Tropenfolge stets noch ein, oder mehrere Worte voraus, die mit Munach angebunden sind.
Jacobson deutet Jerach ben jomo als Disjunktion.

## Vorkommen
| Teil des Tanach | Jerach ben jomo |
| --------------- | --------------- |
| Tora            | 1               |
| Nevi’im         | 6               |
| Ketuvim         | 9               |
| Gesamt          | 16              |

Die Tabelle zeigt das Vorkommen von Jerach ben jomo in den 21 Büchern.

## Symbol
Das Symbol gleicht dem Atnach hafuch, dem „umgedrehten Etnachta“, es hat jedoch einen eigenen Codepunkt im Unicode.
| Name            | Beschreibung                                       | Zeichen | Codepunkt | Unicode-Name                 | Codeblock              | Anmerkung                |
| --------------- | -------------------------------------------------- | ------- | --------- | ---------------------------- | ---------------------- | ------------------------ |
| Atnach hafuch   | Trope in der jüdischen Liturgie                    | ◌֢       | U+05A2    | HEBREW ACCENT ATNAH HAFUKH   | Unicodeblock Hebräisch | nur im poetischen System |
| Jerach ben jomo | Betonungszeichen (Trope) in der jüdischen Liturgie | ◌֪       | U+05AA    | HEBREW ACCENT YERAH BEN YOMO | Unicodeblock Hebräisch | nur im Prosa-System      |
| Etnachta        | Betonung; Versmitte                                | ◌֑       | U+0591    | HEBREW ACCENT ETNAHTA        | Unicodeblock Hebräisch |                          |

## Melodie

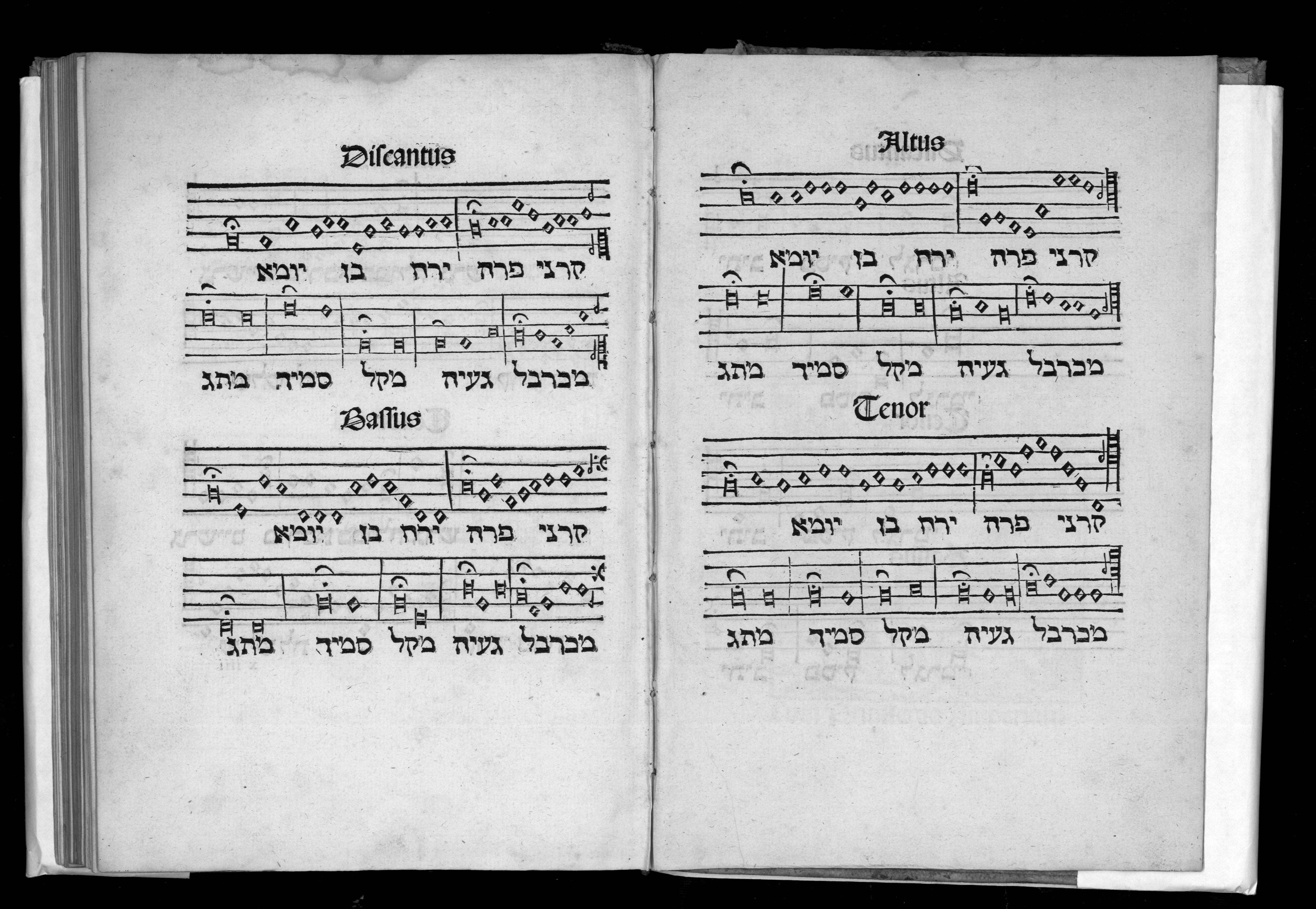
Johannes Reuchlin: Qarne para und Jerach ben jomo
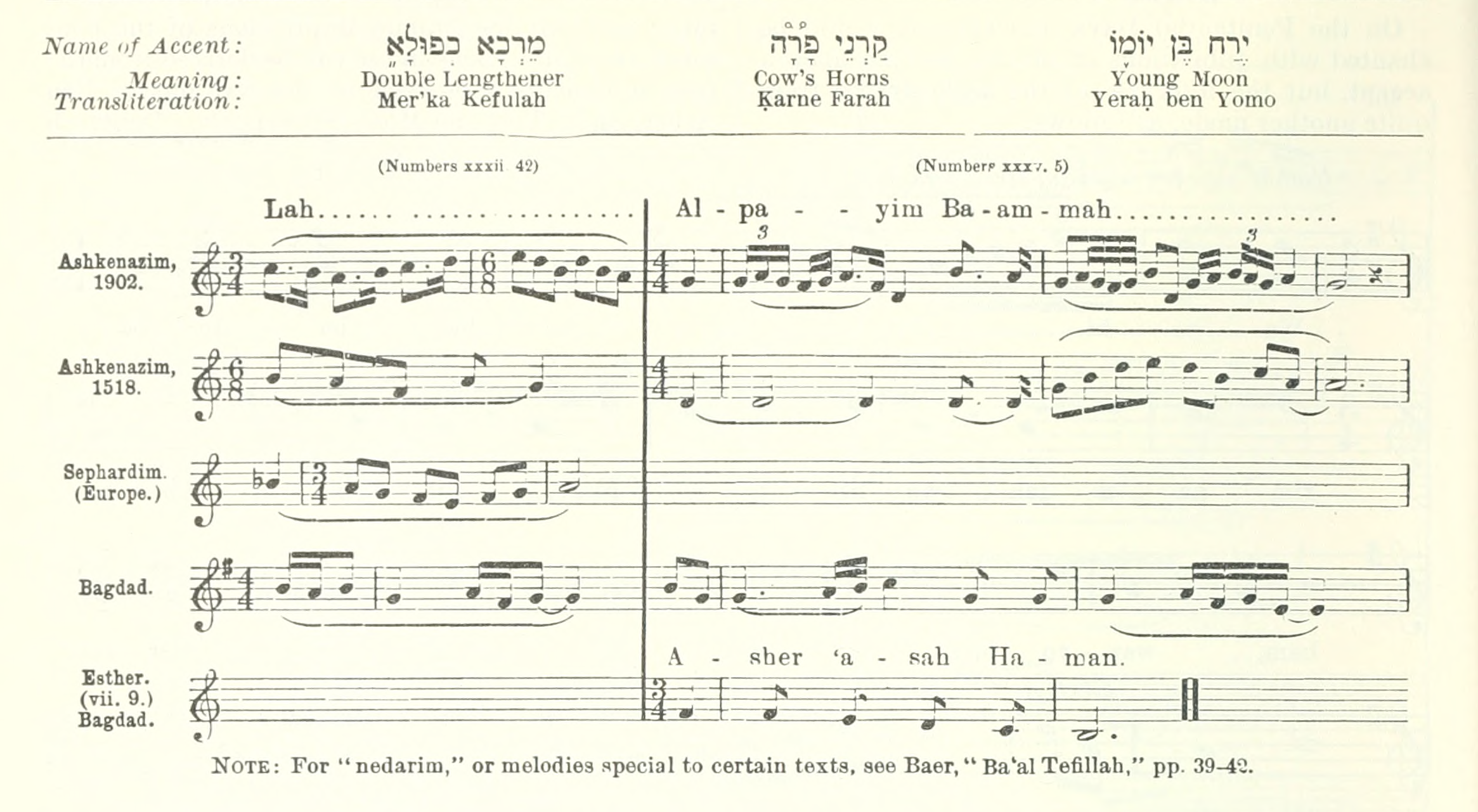
Jewish Encyclopedia: Qarne para und Jerach ben Jomo in Numeri 35:5 im Teil der Massei

## Einsatz

### Vier Betonungsformen
Jerach ben jomo erscheint in der Tora nur in Num 35,5  im Teil der Massei auf dem Wörterpaar אַלְפַּיִם בָּאַמָּה ‚zweitausend Ellen‘. Dieses Wörterpaar wird insgesamt viermal wiederholt und dabei mit verschiedenen Betonungskombinationen angezeigt. Diese Betonungsformen sollen beispielhaft dafür sein, wie die Mizwot im Verlauf des Lebens erlebt und mit welcher Motivation diese umgesetzt werden – von anfänglicher Begeisterung und Enthusiasmus bis zur letztendlichen Monotonie und erlebter Langeweile. Es soll klären, wie man eine Mizwa erleben kann, vom ersten bis zum letzten Mal der Ausführung. Insgesamt zeigt dieser Vers, dass trotz eintretender Monotonie und Langeweile die Mizwot umgesetzt werden sollten.
| Numeri 35,5                  | Numeri 35,5 | Numeri 35,5 | Numeri 35,5 | Numeri 35,5 |
| ---------------------------- | --- | --- | --- | --- |
| Gesamter Vers                | וּמַדֹּתֶ֞ם מִח֣וּץ לָעִ֗יר אֶת־פְּאַת־קֵ֣דְמָה אַלְפַּ֪יִם בָּֽאַמָּ֟ה וְאֶת־פְּאַת־נֶגֶב֩ אַלְפַּ֨יִם בָּאַמָּ֜ה וְאֶת־פְּאַת־יָ֣ם׀ אַלְפַּ֣יִם בָּֽאַמָּ֗ה וְאֵ֨ת פְּאַ֥ת צָפֹ֛ון אַלְפַּ֥יִם בָּאַמָּ֖ה וְהָעִ֣יר בַּתָּ֑וֶךְ זֶ֚ה יִהְיֶ֣ה לָהֶ֔ם מִגְרְשֵׁ֖י הֶעָרִֽים׃ So sollt ihr nun abmessen außerhalb der Stadt auf der Seite nach Osten zweitausend Ellen und auf der Seite nach Süden zweitausend Ellen und auf der Seite nach Westen zweitausend Ellen und auf der Seite nach Norden zweitausend Ellen, dass die Stadt in der Mitte sei. Das soll ihnen als Weide bei den Städten gehören.Numeri 35,5 | וּמַדֹּתֶ֞ם מִח֣וּץ לָעִ֗יר אֶת־פְּאַת־קֵ֣דְמָה אַלְפַּ֪יִם בָּֽאַמָּ֟ה וְאֶת־פְּאַת־נֶגֶב֩ אַלְפַּ֨יִם בָּאַמָּ֜ה וְאֶת־פְּאַת־יָ֣ם׀ אַלְפַּ֣יִם בָּֽאַמָּ֗ה וְאֵ֨ת פְּאַ֥ת צָפֹ֛ון אַלְפַּ֥יִם בָּאַמָּ֖ה וְהָעִ֣יר בַּתָּ֑וֶךְ זֶ֚ה יִהְיֶ֣ה לָהֶ֔ם מִגְרְשֵׁ֖י הֶעָרִֽים׃ So sollt ihr nun abmessen außerhalb der Stadt auf der Seite nach Osten zweitausend Ellen und auf der Seite nach Süden zweitausend Ellen und auf der Seite nach Westen zweitausend Ellen und auf der Seite nach Norden zweitausend Ellen, dass die Stadt in der Mitte sei. Das soll ihnen als Weide bei den Städten gehören.Numeri 35,5 | וּמַדֹּתֶ֞ם מִח֣וּץ לָעִ֗יר אֶת־פְּאַת־קֵ֣דְמָה אַלְפַּ֪יִם בָּֽאַמָּ֟ה וְאֶת־פְּאַת־נֶגֶב֩ אַלְפַּ֨יִם בָּאַמָּ֜ה וְאֶת־פְּאַת־יָ֣ם׀ אַלְפַּ֣יִם בָּֽאַמָּ֗ה וְאֵ֨ת פְּאַ֥ת צָפֹ֛ון אַלְפַּ֥יִם בָּאַמָּ֖ה וְהָעִ֣יר בַּתָּ֑וֶךְ זֶ֚ה יִהְיֶ֣ה לָהֶ֔ם מִגְרְשֵׁ֖י הֶעָרִֽים׃ So sollt ihr nun abmessen außerhalb der Stadt auf der Seite nach Osten zweitausend Ellen und auf der Seite nach Süden zweitausend Ellen und auf der Seite nach Westen zweitausend Ellen und auf der Seite nach Norden zweitausend Ellen, dass die Stadt in der Mitte sei. Das soll ihnen als Weide bei den Städten gehören.Numeri 35,5 | וּמַדֹּתֶ֞ם מִח֣וּץ לָעִ֗יר אֶת־פְּאַת־קֵ֣דְמָה אַלְפַּ֪יִם בָּֽאַמָּ֟ה וְאֶת־פְּאַת־נֶגֶב֩ אַלְפַּ֨יִם בָּאַמָּ֜ה וְאֶת־פְּאַת־יָ֣ם׀ אַלְפַּ֣יִם בָּֽאַמָּ֗ה וְאֵ֨ת פְּאַ֥ת צָפֹ֛ון אַלְפַּ֥יִם בָּאַמָּ֖ה וְהָעִ֣יר בַּתָּ֑וֶךְ זֶ֚ה יִהְיֶ֣ה לָהֶ֔ם מִגְרְשֵׁ֖י הֶעָרִֽים׃ So sollt ihr nun abmessen außerhalb der Stadt auf der Seite nach Osten zweitausend Ellen und auf der Seite nach Süden zweitausend Ellen und auf der Seite nach Westen zweitausend Ellen und auf der Seite nach Norden zweitausend Ellen, dass die Stadt in der Mitte sei. Das soll ihnen als Weide bei den Städten gehören.Numeri 35,5 |
| אַלְפַּיִם בָּאַמָּה zweitausend Ellen | וְאֵ֨ת פְּאַ֥ת צָפֹ֛ון אַלְפַּ֥יִם בָּאַמָּ֖ה Mercha und Tipcha | וְאֶת־פְּאַת־יָ֣ם׀ אַלְפַּ֣יִם בָּֽאַמָּ֗ה Munach legarmeh und Munach und Rewia | וְאֶת־פְּאַת־נֶגֶב֩ אַלְפַּ֨יִם בָּאַמָּ֜ה Kadma we-asla | אֶת־פְּאַת־קֵ֣דְמָה אַלְפַּ֪יִם בָּֽאַמָּ֟ה Qarne para und Jerach ben jomo |

#### Qarne para und Jerach ben jomo
Die Betonungszeichen Qarne para und Jerach ben jomo sollen das Gefühl verdeutlichen, wenn die Mizwot die ersten 2000 mal mit großer Begeisterung durchgeführt werden.

#### Kadma we-asla
Die Betonungszeichen Kadma und Asla werden in hohen Tönen gesungen und zeigen damit an, dass das Hochgefühl noch andauert – auch bei den nächsten 2000 Malen, bei denen die Mizwot ausgeführt werden.

#### Munach legarmeh, Munach und Rewia
Nachdem nun insgesamt 4000 mal die Mizwot ausgeführt wurden, geht die Begeisterung langsam unter, wofür die Betonungszeichen Munach legarmeh, Munach und Rewia symbolhaft stehen. Diese werden in tiefen Tönen gesungen und zeigen damit an, dass die Begeisterung untergeht («showing that enthusiasm is going down»).

#### Mercha und Tipcha
Nachdem nun insgesamt 6000 mal die Mizwot ausgeführt wurden, tritt nun bis zu den 8000 mal das Gefühl der Langeweile und Monotonie ein. Dafür stehen die hier verwendeten Akzente Mercha und Tipcha, die fast ohne Melodie vorgetragen werden.(«are recited in a lazy mode as if they are basically being recited without a melody»)

### Im Buch Esther
Im Buch Esther, das im orthodoxen Judentum zweimal jährlich gelesen wird, erscheint in 7,9 die Trope vor dem Wort Haman.